# Gavelinonion
Gavelinonion es un género de foraminífero bentónico de estatus incierto, aunque considerado un sinónimo posterior de Melonis de la subfamilia Pulleniinae, de la familia Nonionidae, de la superfamilia Nonionoidea, del suborden Rotaliina y del orden Rotaliida. Su especie tipo era Nautilus umbilicatulus. Su rango cronoestratigráfico abarcaba el Cretácico superior.

## Clasificación
Gavelinonion incluye a las siguientes especies:
- Gavelinonion barleeanum †
- Gavelinonion nobilis †
- Gavelinonion umbilicatulus †